# Pałac w Wilczy
Pałac w Wilczej – wybudowany w   XIX w., w miejscowości Wilcza.

## Historia
Obiekt jest częścią zespołu pałacowego, w skład którego wchodzi jeszcze park.

## Galeria

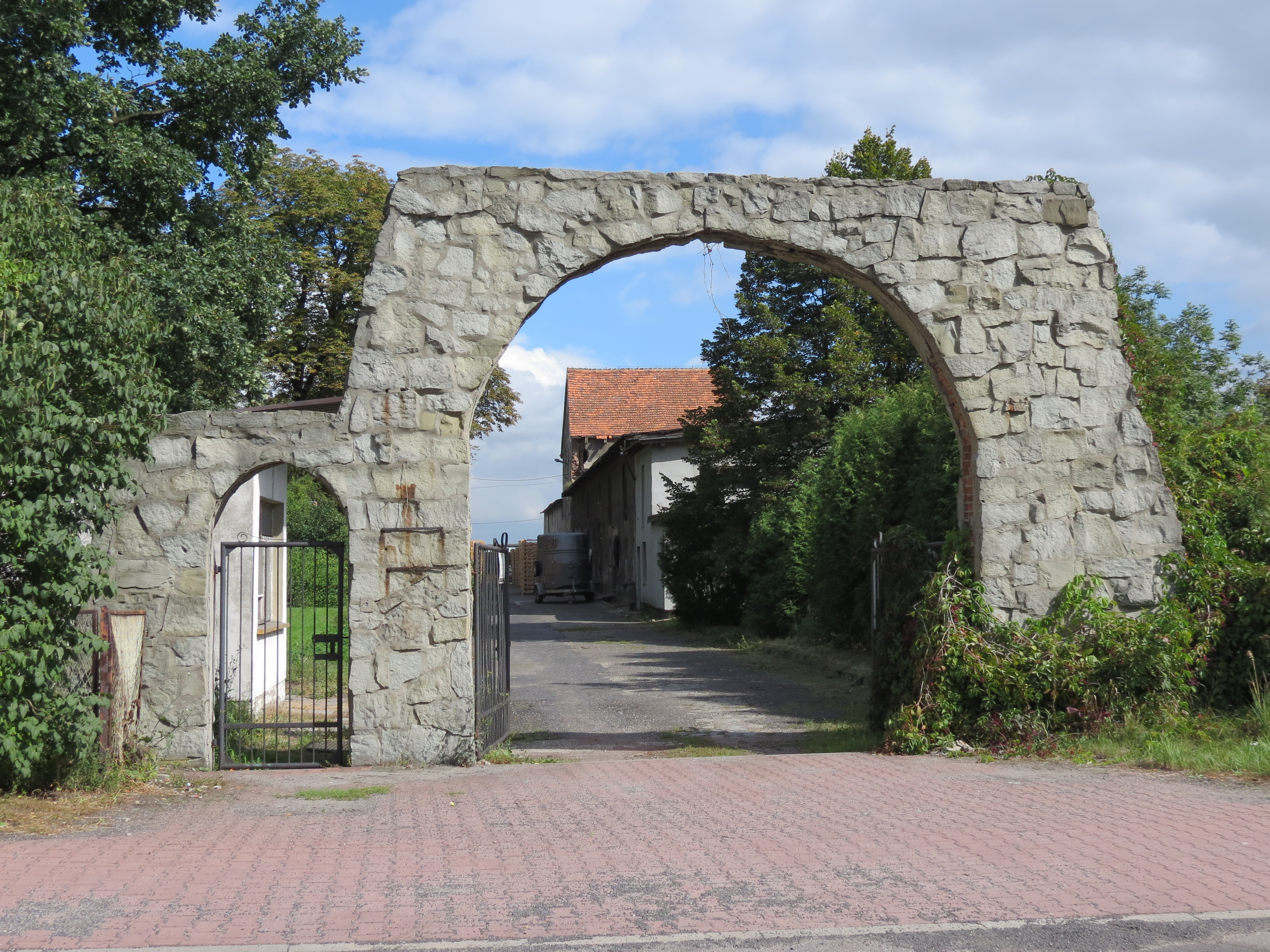
Brama i zabudowania gospodarcze
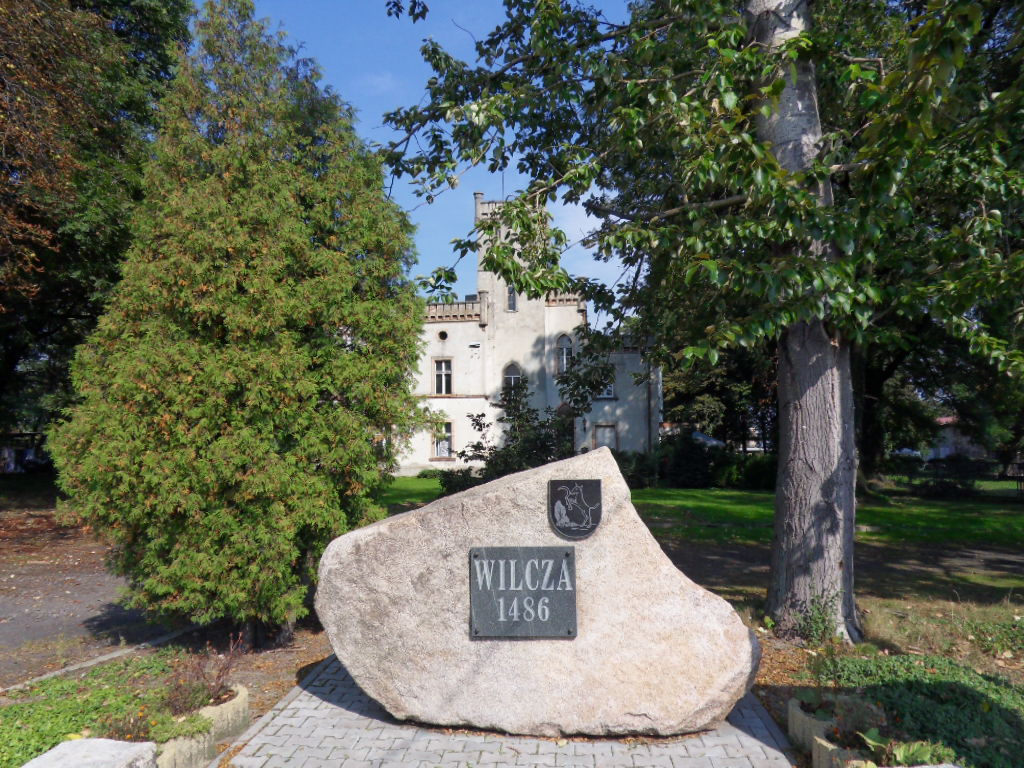
Pomnik w pobliżu pałacu